# Maria Branyas
María Branyas Morera (San Francisco, 4 marzo 1907 – Olot, 19 agosto 2024) è stata una supercentenaria spagnola di 117 anni e 168 giorni.
Di origini messicane e nata negli Stati Uniti, è stata Decana di Spagna dal 2019 alla morte oltre che Decana d'Europa e Decana dell'umanità dal 17 gennaio 2023 alla data della sua morte. È stata la persona convalidata più anziana mai vissuta in Spagna nonché l'ottava persona più longeva di sempre la cui età sia stata verificata e una delle 12 persone nella storia dell'umanità ad aver compiuto 117 anni.

## Biografia
María Branyas Morera nacque a San Francisco, in California il 4 marzo 1907, dove la famiglia si era trasferita l'anno precedente. Era la prima figlia e la figlia maggiore di Joseph Branyas Julià (1877-1915) e Teresa Morera Laque (1880-1968). Successivamente, da bambina, seguì con la madre e i fratelli il padre, giornalista, il quale si recò a lavorare a New Orleans. Nel 1915, tuttavia, questi si ammalò di tubercolosi e il dottore consigliò loro di trasferirsi presso un luogo più salubre; così si recarono in Catalogna attraversando l'Oceano Atlantico a sud, in quanto i sottomarini tedeschi rendevano pericoloso il passaggio, ma lì il padre, dopo un aggravamento, morì.
La madre si risposò nel 1919. Maria trascorse un'infanzia agiata, praticando il tennis ed imparando a suonare il pianoforte. Più tardi, nel 1931, si sposò con Joan Moret e da lui ebbe tre figli: August Moret Branyas (6 luglio 1932 - 14 giugno 2019), morto in un incidente con un trattore all'età di 86 anni, Maria Teresa Moret Branyas (nata il 25 ottobre 1933) e Maria Rosa Moret Branyas (nata nel 1944). Nel 2019 aveva 11 nipoti e 11 pronipoti. Nel 2000 andò a vivere in una casa di riposo di Olot, all'età di 93 anni, rimanendo in buone condizioni di salute (a 110 anni leggeva ancora i giornali). A seguito della morte di Josefa Santos González, il 22 dicembre 2019 Maria Branyas Morera divenne la persona vivente più anziana di Spagna.

### COVID-19
Nella primavera del 2020 la casa di riposo residenza della donna diventò focolaio di COVID-19; nell'aprile dello stesso anno, a ben 113 anni di età, Maria risultò positiva al virus. In quel momento scattò l'isolamento e la donna restò alcune settimane nella propria stanza, con persistenti difficoltà respiratorie e un solo operatore della struttura incaricato ad assisterla. A maggio l'anziana, già clinicamente guarita, sconfisse definitivamente l'infezione. In una successiva intervista per il periodico inglese The Observer, la donna dichiarò che la pandemia portò alla luce la generale carenza di cure nei riguardi degli anziani, non mancando però di ringraziare il personale della sua casa di riposo, definito "gentile e attento".

### Longevità
Il 22 dicembre 2019, Maria Branyas Morera divenne la persona vivente più anziana conosciuta in Spagna dopo la morte di Josefa Santos González. Divenne l'ultima persona vivente conosciuta in Spagna nata nel 1907, in seguito alla morte di Virtudes Tomas Navarro il 20 aprile 2020. Divenne l'ultima persona vivente conosciuta in Europa nata nel 1907, in seguito alla morte di Marie-Louise Berthelot il 16 gennaio 2021. Oltre ad essere la persona convalidata vivente più anziana in Spagna, Branyas Morera è anche la persona più anziana mai nata nello stato americano della California, nonché il più anziano emigrante vivente convalidato al mondo.
Divenne l'ultima persona vivente in Spagna nata nel decennio del 1900, dopo la morte di Saturnino de la Fuente García il 18 gennaio 2022, la persona nata in America vivente più anziana, dopo la scomparsa di Thelma Sutcliffe il 17 gennaio 2022, nonché la persona vivente più anziana nata nelle Americhe, dopo il decesso di Antônia da Santa Cruz il 23 gennaio 2022.
Divenne la terza persona vivente convalidata più anziana al mondo, dopo la morte di Kane Tanaka il 19 aprile 2022, mentre divenne l'ultima emigrante convalidata sopravvissuta nata nel 1907, in seguito alla scomparsa di Casilda Benegas il 28 giugno dello stesso anno. Dopo la morte di Tekla Juniewicz il 19 agosto successivo, divenne la seconda persona vivente più anziana del mondo, nonché l'emigrante vivente più anziano del mondo. Divenne l'ultima persona nata in America convalidata sopravvissuta nata nel 1907, dopo il decesso di Bessie Hendricks il 3 gennaio 2023. Divenne la persona vivente più anziana del mondo il 17 gennaio successivo, dopo la morte della 118enne Lucile Randon. Divenne l'ultima persona vivente al mondo nata nel 1907, in seguito al decesso di Fusa Tatsumi il 12 dicembre 2023.
Il 29 febbraio 2024 eguagliò Jeanne Calment e Lucile Randon come persona avente vissuto più giornate bisestili: sono infatti trenta i 29 febbraio vissuti da ciascuna delle tre donne. Il 4 marzo successivo compì 117 anni.
Morì nel sonno a Olot, in Catalogna, il 19 agosto 2024, all'età di 117 anni e 168 giorni, cedendo di conseguenza il titolo di decana dell'umanità alla giapponese Tomiko Itooka.